# 飛機恐懼症
飛機恐懼症是擔心乘坐飛機或其他航空機如直升機產生的恐懼，也稱飞行恐怖症（flying phobia）、飛行恐懼症（aviophobia）或高空恐懼症（aerophobia）。

## 患有飛機恐懼症的著名人物
- 丹麥導演拉斯·馮·提爾
- 生於俄羅斯的美籍猶太人作家以撒·艾西莫夫
- 荷蘭足球名宿柏金
- 中國著名藝人 鹿晗